# Малаховщизна
Малаховщизна (пол. Małachowszczyzna) — село в Польщі, у гміні Мщонув Жирардовського повіту Мазовецького воєводства.
Населення — 37 осіб (2011).
У 1975-1998 роках село належало до Скерневицького воєводства.

## Демографія
Демографічна структура станом на 31 березня 2011 року:
|          | Загалом | Допрацездатний вік | Працездатний вік | Постпрацездатний вік |
| -------- | ------- | ------------------ | ---------------- | -------------------- |
| Чоловіки | 18      | 6                  | 10               | 2                    |
| Жінки    | 19      | 7                  | 9                | 3                    |
| Разом    | 37      | 13                 | 19               | 5                    |